# Index GRAU
Indexul GRAU, termen provenit din limba rusă (Индекс ГРАУ - Индекс Заказывающего Управления МО), reprezintă notația nesecretă pentru tehnica militară produsă și exploatată în URSS și Rusia. Același index a fost folosit, și se folosește, la tehnica militară produsă în URSS și Rusia, și exploatată în Armata României.

## Istoric
- Indexul GRAU (indexul Direcției de comandă a produselor din Ministerul Apărării) – este  o denumire convențională, alfa-numerică a exemplarelor de tehnică militară, atribuită de către una din Direcțiile de comandă a produselor din Ministerul Apărării al URSS și Rusiei.
- Indecșii GRAU au fost introduși de către Direcția Generală a Artileriei (GAU, în prezent GRAU), în anul 1938, pentru a denumi produse din înzestrarea de artilerie în corespondența neclasificată (nesecretă). A fost dezvoltat un sistem de indexare a armamentului (indexor).
- În legătură cu aceasta, în anul 1956, datorită faptului că indexorul elementelor din anul 1938 își  epuizase capacitatea sa și nu a satisfăcut cerința păstrării secretului de stat, precum și în legătură cu apariția de noi tipuri de arme, de exemplu, tehnologia de rachete, sistemul a suferit o serie de modificări.
- In plus, în mod similar, a devenit necesară  acordarea de indecși de către Direcțiile de comandă a produselor  din:  Flota Maritimă Militară, Forțele Aeriene, Apărărea Antiaeriană, Trupele de Rachete cu  Destinație Srategică, din GUKOS (acum Trupele Spațiale) și altele.

	Exemplificare:
- Grupele de indecși ai ”vechiului sistem”:
- Secțiunea 51 – aparate optice și de radiolocație:
- 51-RL….    aparatură de radiolocație.

- Grupele de indecși ai ”noului sistem”:
- Secțiunea 1 (GRAU):
- Aparate optice și de radiolocație, sisteme de conducere:
- 1L…. – stații de radiolocație;
- 1RL…. – stații de radiolocație;
- 1RS….  - stații de radiolocație de tragere;
- 1S…. - stații de radiolocație autopropulsate.